# Jacques Revel
Jacques Revel (ur. 1942 w Awinionie) – francuski historyk, przedstawiciel czwartej generacji Szkoły Annales. 

## Życiorys
Wykładowca w École des hautes études en sciences sociales w Paryżu (w latach 1995-2004 dyrektor). Zajmował  się historia społeczną i kulturową XVI-XVIII-wiecznej Europy. Z czasem jednak skierował swe zainteresowania ku mikrohistorii. 

## Wybrane publikacje
- (współautorzy: Michel de Certeau i Dominique Julia, Une politique de la langue. La Révolution française et les patois. L'enquête de Grégoire (1790-1794), Paris 1975.
- (redakcja) Witold Kula, Les mesures et les hommes, trad. du pol. par Joanna Ritt, texte établi et revu par Krzysztof Pomian et Jacques Revel, Paris: Éd. de la Maison des sciences de l'homme 1984.
- (współautorzy: Dominique Julia i Roger Chartier), Histoire sociale des populations étudiantes, t. 1-2, Paris: EHES 1986.
- (redakcja) Jeux d'échelle, Paris: Le Seuil-Gallimard 1996.
- (współautor: François Hartog), Les usages politiques du passé, Paris: Enquête, éditions de l'EHESS 2001.
- (współautor: G. Levi), Political Uses of the Past. The Recent Mediterranean Experience, Frank Cass, Londres-Portland 2002.
- (współautor: Jean-Claude Passeron, Penser par cas, Paris: Enquête, éditions de l'EHESS 2005.
- Un momento historiográfico, Buenos Aires: Manantial 2006.
- (redakcja) Giochi di scala. La microstoria alla prova dell'esperienza, Rome: Viella 2006.
- Las Construcciones francesas del pasado, La escuela francesa y la historiografía del pasado, Buenos Aires: Fondo de Cultura Económica 2002.
- Un parcours critique. Douze essais d'histoire sociale, Paris: Galaade 2006.
- (współautorzy: Jean-Boutier i Jean-Claude Passeron) Qu'est-ce qu'une discipline ?, Paris: Éditions de l’école des hautes études en sciences sociales 2006.